# Silvio Zanotelli
Silvio Zanotelli (Trento, 3 gennaio 1988) è un giocatore di curling italiano, atleta di Cembra del Curling Club Trentino.
Ha fatto parte della nazionale italiana di curling disputando un campionato mondiale (Cortina d'Ampezzo 2010) e tre campionati europei (Füssen 2007, Champéry 2010 e Mosca 2011). Dal 2004 al 2007 ha fatto parte della nazionale italiana junior di curling partecipando a quattro campionati mondiali junior di curling (tre di gruppo A e uno di gruppo B) e due European Junior Curling Challenge. Nel 2005 ha fatto parte della nazionale italiana allievi di curling partecipando ad un European Youth Olympic Winter Festival (Festival olimpico europeo della gioventù).